# Membrana de Bruch

Esquema de la retina. La membrana de Bruch se puede observar en la parte superior bajo las siglas BM.

La membrana de Bruch está situada en interior del ojo, la capa más interna de la coroides. También se conoce como lámina vítrea por su apariencia transparente al microscopio óptico. Su grosor es de unos 2–4 μm. 

## Capas
La membrana de Bruch consta de cinco capas, que enumeradas desde la más interna a la más externa son: 
1. La membrana basal del epitelio pigmentario retinal.
2. La capa o zona de colágeno interna.
3. Una banda central de fibras elásticas
4. La zona de colágeno externa
5. La membrana basal de la coriocapilar.

El epitelio pigmentario retinal transporta los desechos metabólicos de los fotorreceptores a través de la membrana de Bruch hacia la coroides.

## Embriología
La membrana de Bruch está presente a mitad del desarrollo fetal como una lámina elástica.

## Patología
La membrana de Bruch se engruesa con la edad ralentizando el transporte de metabolitos. Esto puede conducir a la formación de "drusas" en la degeneración macular asociada a la edad. También se da una acumulación de depósitos conocidos como BLinD y BLamD, por sus siglas en inglés  (Basal Linear Deposits, BLinD y Basal Lamellar Deposits, BLamD) sobre y en el interior de la membrana, que primariamente están constituidos por fosfolípidos. La acumulación de lípidos parece ser mayor en el fundus central que en la periferia. Parece que esta acumulación puede fragmentar la membrana en una estructura lamelar que hace que la membrana se parezca más a una masa informe que a una barrera. Los mediadores inflamatorios y de la neovascularización pueden estimular a que los vasos sanguíneos de la coroides proliferen dentro y más allá de la membrana fragmentada. Esta membrana neovascular destruye la arquitectura de la retina externa y conduce a una pérdida repentina de la visión central, conocida como degeneración macular húmeda senil.   
El Pseudoxantoma elástico, la miopía y diversos traumas también pueden provocar defectos en la membrana de Bruch, lo que puede conducir a la neovascularización de la coroides. El Síndrome de Alport, una enfermedad genética que afecta a las cadenas de colágeno alfa(IV) también produce defectos en la membrana de Bruch, como la "retinopatía en punto y mancha", un tipo de retinopatía hipertensiva asociada a este síndrome.  

## Epónimo
La membrana de Bruch recibe su nombre en honor al anatomista alemán Karl Wilhelm Ludwig Bruch.